# Aire d'attraction de Faulquemont
L'aire d'attraction de Faulquemont est un zonage d'étude défini par l'Insee pour caractériser l’influence de la commune de Faulquemont sur les communes environnantes.

### Carte

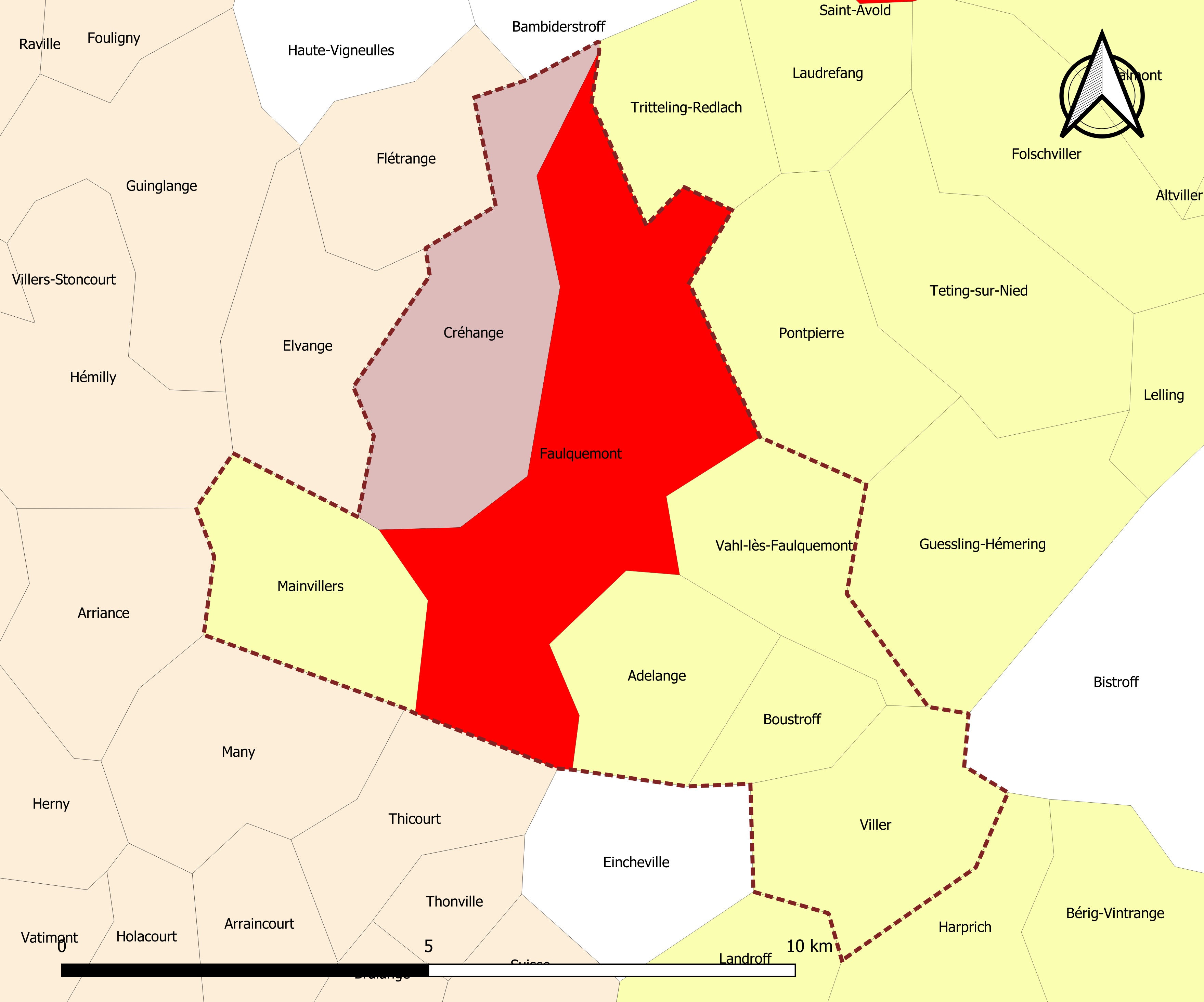
Carte de l'aire d'attraction de Faulquemont.
Commune-centre
Commune du pôle principal
Commune de la couronne

## Définition
L'aire d'attraction d'une ville est composée d’un pôle, défini à partir de critères de population et d’emploi ainsi que d’une couronne constituée des communes dont au moins 15 % des actifs travaillent dans le pôle. Le pôle d’attraction constitue ainsi un point de convergence des déplacements domicile-travail,.

## Géographie
L’aire d'attraction de Faulquemont est une aire intra-départementale qui comporte 7 communes dans la Moselle. 

### Composition communale
| Nom                          | Code Insee | Département | Statut                    | Superficie (km2) | Population (dernière pop. légale) | Densité (hab./km2) | Modifier                                    |
| ---------------------------- | ---------- | ----------- | ------------------------- | ---------------- | --------------------------------- | ------------------ | ------------------------------------------- |
| Faulquemont (commune-centre) | 57209      | Moselle     | commune-centre            | 18,79            | 5 154 (2022)                      | 274                | modifier les données · modifier les données |
| Créhange                     | 57159      | Moselle     | commune du pôle principal | 10,46            | 3 745 (2022)                      | 358                | modifier les données · modifier les données |
| Adelange                     | 57008      | Moselle     | commune de la couronne    | 5,81             | 216 (2022)                        | 37                 | modifier les données · modifier les données |
| Boustroff                    | 57105      | Moselle     | commune de la couronne    | 3,47             | 152 (2022)                        | 44                 | modifier les données · modifier les données |
| Mainvillers                  | 57430      | Moselle     | commune de la couronne    | 6,70             | 322 (2022)                        | 48                 | modifier les données · modifier les données |
| Vahl-lès-Faulquemont         | 57686      | Moselle     | commune de la couronne    | 6,18             | 245 (2022)                        | 40                 | modifier les données · modifier les données |
| Viller                       | 57717      | Moselle     | commune de la couronne    | 7,27             | 173 (2022)                        | 24                 | modifier les données · modifier les données |

## Démographie
Cette aire est catégorisée dans les aires de moins de 50 000 habitants, une catégorie qui regroupe 12,2 % de la population au niveau national,.